# غورد نيلسون
غورد نيلسون هو لاعب هوكي الجليد كندي، ولد في 10 مايو 1947 في Kinistino ‏ في كندا.

## وصلات خارجية
- غورد نيلسون على موقع دوري الهوكي الوطني (الإنجليزية)
- غورد نيلسون على موقع EliteProspects.com (الإنجليزية)
- غورد نيلسون على موقع HockeyDB.com (الإنجليزية)
- غورد نيلسون على موقع Hockey-Reference.com (الإنجليزية)